# Сидоренко, Ростислав Иванович
Ростислав Иванович Сидоренко (12 августа 1920, Ленинск, Царицынская губерния — 14 декабря 1988, Москва) — подполковник Советской Армии, участник Великой Отечественной войны, Герой Советского Союза (1944).

## Биография
Ростислав Сидоренко родился 12 августа 1920 года в городе Ленинск (ныне — Волгоградская область). После окончания средней школы проживал и работал в Астрахани. В 1940 году Сидоренко был призван на службу в Рабоче-крестьянскую Красную Армию. В 1942 году он окончил Армавирскую военную авиационную школу пилотов. С мая того же года — на фронтах Великой Отечественной войны.
К маю 1944 года капитан Ростислав Сидоренко командовал эскадрильей 897-го истребительного авиаполка 288-й истребительной авиадивизии 17-й воздушной армии 3-го Украинского фронта. К тому времени он совершил 137 боевых вылетов, принял участие в 30 воздушных боях, сбив 12 вражеских самолётов лично и ещё 4 — в составе группы. 18 февраля 1943 года под Ворошиловградом в одном бою сбил 3 вражеских бомбардировщика и повредил ещё 2 истребителя.
Указом Президиума Верховного Совета СССР от 2 августа 1944 года капитан Ростислав Сидоренко был удостоен высокого звания Героя Советского Союза с вручением ордена Ленина и медали «Золотая Звезда».
К 9 мая 1945 года майор Р. И. Сидоренко совершил 220 боевых вылетов, провёл 33 воздушных боя, сбил лично 14 и в составе группы 4 самолётов.
В 1946 году в звании подполковника Сидоренко был уволен в запас. Проживал и работал в Москве. В 1954 году он окончил Ташкентский юридический институт. Скончался 14 декабря 1988 года, похоронен на Введенском кладбище (30 уч.).
Был также награждён орденами Красного Знамени, Александра Невского, Отечественной войны 1-й и 2-й степеней, Красной Звезды, Крестом лётных заслуг (США), рядом медалей.